# Australian Security Intelligence Organisation
Australian Security Intelligence Organisation (ASIO) ime je za australsku federalnu službu unutarnje sigurnosti koja se odgovorna za zaštitu stanovništva i države: protuobavještanja služba, zaštita od sabotaže, političkog nasilja,  napade na sustave australske obrane, uplitanja vanjskih sila. Službenici ASIO-a nisu naoružani i nemaju pravo pritvora, zato u operacijama koje provodi ASIO sudjeluju snage Australske federalne policije ili policijske snage saveznih država. Sestrinska organizacija je australska obavještajna služba ASIS.